# Kandidatturneringen 2013
|                     |                  |
| Boris Gelfand       | Peter Svidler    |
|                     |                  |
| Aleksandr Grisjtjuk | Vassily Ivanchuk |
|                     |                  |
| Magnus Carlsen      | Levon Aronian    |
|                     |                  |
| Vladimir Kramnik    | Teimour Radjabov |

Kandidatturneringen 2013 var en skakturnering som bestemte udfordreren i VM-kampen 2013 mod den regerende verdensmester Viswanathan Anand. Turneringen blev spillet i London i perioden 15. marts til 1. april.
Turneringen blev vundet af Magnus Carlsen (Norge) med 8,5 point. Vladimir Kramnik (Rusland) fik andenpladsen med det samme antal point. Da stillingen for de to spilleres indbyrdes kampe var 1-1, blev turneringen afgjort ved at Carlsen i alt havde 5 sejre mod Kramniks 4.

## Forhistorie
I februar 2012 meddelte formanden for det internationale skakfobund FIDE, Kirsan Iljumsjinov, at kandidatturneringen skulle finde sted i 4. kvartal 2012.
Rettighederne til turneringen var overraskende overdraget til firmaet AGON under ledelse af forretningsmanden Andrew Paulson.
FIDE's tidsplan blev hurtigt kritiseret af forskellige skakspillere da 4. kvartal er højsæson for skakturneringer, hvor også Bilbao Chess Masters Final afholdes.
Som svar på kritikken besluttede FIDE at flytte kandidatturneringen til 1. kvartal 2013.
Den norske stormester Magnus Carlsen havde givet tidligere afkald på deltagelse i kandidatturneringen før VM i skak 2012. Da han er den stærkeste skakspiller i verden nu, ville en kandidatturnering uden ham ikke være ønskelig, så hans kritik af turneringssystemet blev accepteret af FIDE som indførte det foreslåede alle mod alle-turneringssystem. 

## Regler
Der var otte deltagere som hver spillede to kampe mod de øvrige deltagere. En sejr gav 1 point, remis (uafgjort) ½ og tab 0, og spilleren med flest point ville vinde retten til at spille en match om verdensmesterskabstitlen mod Anand. Ved pointligestilling ville sejren blive afgjort efter følgende metoder i rækkefølge indtil der fandtes en vinder:
1. Flest point i indbyrdes opgør
2. Flest antal sejre
3. Bedste Sonneborn-Berger-korrektion
4. Omkampe

Til hvert parti havde spillerne betænkningstiden:
- 120 minutter til de første 40 træk
- 60 minutter til de næste 20 træk
- 15 minutter til resten af partiet med et tidstillæg på 30 sekunder pr. træk fra træk 61

Turneringen havde en samlet pengepræmie på 510,000 euro. Pengene fordeltes på følgende måde:
| Placering | Præmie    |
| --------- | --------- |
| 1.        | 115,000 € |
| 2.        | 107,000 € |
| 3.        | 91,000 €  |
| 4.        | 67,000 €  |
| 5.        | 48,000 €  |
| 6.        | 34,000 €  |
| 7.        | 27,000 €  |
| 8.        | 21,000 €  |

## Deltagere
De otte pladser i turneringen blev besat af:
- Taberen af VM i skak 2012: Boris Gelfand (Israel)
- De tre bedste spillere i World Chess Cup 2011: 1. Peter Svidler (Rusland), 2. Aleksandr Grisjtjuk, Rusland, 3. Vassily Ivanchuk (Ukraine)
- De tre spillere med højst Elo-rating (gennemsnit af tallene fra juli 2011 og januar 2012): 1. Magnus Carlsen (Norge), 2. Levon Aronian (Armenien), 3. Vladimir Kramnik (Rusland)
- En af arrangøren valgt spiller med en rating på mindst 2700 (Wildcard): Teimour Radjabov (Azerbaijan)

## Resultattabel
| Placering | Deltager                  | Rating | 1   | 2   | 3   | 4   | 5   | 6   | 7   | 8   | Point | Indbyrdes | Sejre |
| --------- | ------------------------- | ------ | --- | --- | --- | --- | --- | --- | --- | --- | ----- | --------- | ----- |
| 1         | Magnus Carlsen (NOR)      | 2872   | *   | ½   | 1 0 | ½   | 1   | 1 ½ | 0 ½ | ½ 1 | 8,5   | 1         | 5     |
| 2         | Vladimir Kramnik (RUS)    | 2810   | ½   | *   | 1 ½ | ½ 1 | ½   | ½ 1 | ½ 0 | 1 ½ | 8,5   | 1         | 4     |
| 3         | Peter Svidler (RUS)       | 2747   | 0 1 | ½ 0 | *   | 1 ½ | ½   | ½   | 1 ½ | 1 ½ | 8     | 1,5       |       |
| 4         | Levon Aronian (ARM)       | 2809   | ½   | 0 ½ | ½ 0 | *   | 1 0 | ½   | 1   | 1   | 8     | 0,5       |       |
| 5         | Boris Gelfand (ISR)       | 2740   | 0   | ½   | ½   | 0 1 | *   | ½   | ½   | ½ 1 | 6,5   | 1         | 2     |
| 6         | Aleksandr Grisjtjuk (RUS) | 2764   | ½ 0 | 0 ½ | ½   | ½   | ½   | *   | 1 ½ | ½   | 6,5   | 1         | 1     |
| 7         | Vassily Ivanchuk (UKR)    | 2757   | ½ 1 | ½ 1 | ½ 0 | 0   | ½   | ½ 0 | *   | 0 1 | 6     |           |       |
| 8         | Teimour Radjabov (AZE)    | 2793   | 0 ½ | ½ 0 | 0 ½ | 0   | 0 ½ | ½   | 1 0 | *   | 4     |           |       |